# Gli ultimi giorni di Pompeo
Gli ultimi giorni di Pompeo è un film del 1937 diretto da Mario Mattoli.

## Trama
Il giovane suonatore di batteria Pompeo Quarantini si innamora di una ricca ereditiera che ricambia il suo amore. Ma un furbo avvocato, interessato soltanto all'ingente patrimonio della donna, approfitta della timidezza del buon Pompeo per farsi avanti con lei. Ma, alla fine, il musicista riesce ad avere la meglio e, conquistato definitivamente il cuore dell'ereditiera, la sposa.
(trama così come riportata sul sito Il cinematografo)

## Produzione
Girato negli studi di Cinecittà